# Mihai Cioc
Mihai Cioc (n. 14 iunie 1961, Turnu Măgurele, Teleorman, România) este un fost judocan român, laureat cu bronz la Jocurile Olimpice de vară din 1984 de la Los Angeles. Alături de Mircea Frățică a fost primul român care a cucerit o medalie olimpică la judoul. A fost și laureat cu bronz la Campionatul Mondial din 1983 și campion european în 1987.

## Legături externe
Materiale media legate de Mihai Cioc la Wikimedia Commons
- Mihai Cioc la Comitetul Olimpic și Sportiv Român (arhivat)
- en Mihai Cioc la Olympedia.org